# Ħal Ġinwi
Świątynia Ħal Ġinwi (wym. [ħalˈʒɪnwɪ]) – zniszczona prehistoryczna świątynia megalityczna. Miejsce, gdzie się znajdowała, położone jest na południowy wschód od miejscowości Żejtun na Malcie. Świątynia datowana jest na okres Ġgantija (3600–3200 p.n.e.). Stanowisko znajduje się w obszarze o tej samej nazwie lub alternatywnie Ħal Ġilwi,  który jest znany z pozostałości archeologicznych i leży około jednego kilometra od sanktuarium i stanowiska archeologicznego Tas-Silġ.

## Historia
Pozostałości świątyni w Ħal Ġinwi znaleziono w pobliżu kaplicy św. Mikołaja, na prawo od głównej drogi z Żejtun do Marsaxlokk, między Żejtun a świątynią Tas-Silġ. Na miejscu znajduje się dziś kilka kamieni ciosowych wciąż widocznych w murze rozdzielającym pola. Więcej szczątków być może przetrwało pod ziemią, ponieważ wykopaliska były powierzchowne. Miejsce zostało pierwotnie przekopane przez Alberta V. Laferlę w roku 1917. W trakcie wykopalisk archeologicznych Laferli architekt Albert E. Vassallo sporządził rysunek miejsc. Themistocles Zammit jednak zinterpretował szczątki jako możliwą budowlę mieszkalną. John D. Evans zasugerował zaś, że struktury megalityczne przypominają bardziej podwójną świątynię.

## Archeologia
Świątynia miała pięć zbliżonych do prostokąta pomieszczeń zamkniętych wewnątrz megalitycznego muru, i jak świątynia Tal-Qadi miała formę odbiegającą od innych megalitycznych świątyń na Malcie. Podłogi były pokryte twardym kamieniem lub ubitą ziemią (malt. torba). Na miejscu znaleziono wiele odłamków ceramiki oraz kamienne przęśliki, kiedy pozostałości krzemienia i czertu były rzadkie. Znaleziono też resztki kubka z uchem zdobione trójkątami pointillé, podobne do szczątków znalezionych w Capo Graziano na wyspie Filicudi w grupie Wysp Liparyjskich. Ceramika jest datowana głównie na okres Ġgantija i Tarxien, z bardzo nielicznymi odłamkami z okresu cmentarza Tarxien. Stanowisko zawierało też pozostałości domu z epoki rzymskiej z mozaikowymi podłogami.

## Ochrona dziedzictwa kulturowego
Miejsce, na którym znajdowała się świątynia, wraz z potencjalnymi jej pozostałościami, które są wciąż nieodkryte zostało 16 grudnia 2011 roku wpisane na listę National Inventory of the Cultural Property of the Maltese Islands (NICPMI) pod numerem 00010.